# Duchailluia togoensis
Duchailluia togoensis är en kackerlacksart som först beskrevs av Robert Walter Campbell Shelford 1911.  Duchailluia togoensis ingår i släktet Duchailluia och familjen storkackerlackor.
Artens utbredningsområde är Togo. Inga underarter finns listade i Catalogue of Life.